# Chlumětín
Chlumětín är en ort i Tjeckien.   Den ligger i regionen Vysočina, i den centrala delen av landet, 120 km öster om huvudstaden Prag. Chlumětín ligger 668 meter över havet och antalet invånare är 214.
Terrängen runt Chlumětín är platt åt sydväst, men åt nordost är den kuperad. Terrängen runt Chlumětín sluttar norrut. Runt Chlumětín är det ganska glesbefolkat, med 30 invånare per kvadratkilometer. Närmaste större samhälle är Žďár nad Sázavou, 18,9 km söder om Chlumětín. I omgivningarna runt Chlumětín växer i huvudsak barrskog.